# Driver: Parallel Lines
Driver: Parallel Lines – gra komputerowa gra typu TPS, czwarta część serii Driver. Gra na platformy Playstation 2 i Xbox trafiła do sklepów 14 marca 2006 (Ameryka Północna) i 17 marca 2006 (Europa). W 2007 roku pojawiła się, będąca prequelem, wersja na Playstation Portable – Driver 76, oraz porty dla gry na komputer osobisty i Wii. Entertainment Software Rating Board oceniło grę jako odpowiednią dla graczy dojrzałych (M (Mature) 17+) z powodu występujących w niej scen przemocy, podtekstów erotycznych oraz użycia ostrego języka.
Akcja gry, odmiennie niż w innych tytułach serii, toczy się w jednym mieście, Nowym Jorku, i jest podzielona na dwa epizody – pierwszy rozpoczyna się w 1978 roku, drugi w 2006. Głównym bohaterem jest "TK" (akronim od The Kid – w jęz. pol. dzieciak, i jego imienia i nazwiska), utalentowany kierowca pracujący dla lokalnych gangsterów.

## Historia

### Opis fabuły
Terry "TK" Kidumms (The Kid) żyje w Nowym Jorku. Z tłumu ludzi wyróżnia się świetnymi umiejętnościami prowadzenia pojazdów. Postanawia wykorzystać swe umiejętności do porwania kolumbijskiego gangstera. Niestety, jego koledzy zdradzają go i zostaje aresztowany na 28 lat (był rok 1978). Gdy zostaje wypuszczony z więzienia w 2006 roku, postanawia zemścić się na swoich 'kumplach'. Niestety nie prowadził jakiegokolwiek auta przez prawie 30 lat. I tak zaczynamy się mścić.

## Rozgrywka

### Postacie
- The Kid – główny bohater, gracz
- Ray – przyjaciel TK'a, właściciel warsztatu samochodowego "RAY'S"
- Slink – pierwszy zleceniodawca TK'a. Uczy go posługiwania się bronią
- Meksykanin
- Bishop – Afroamerykanin
- Corrigan – policjant
- Candy – bohater misji Jail Break

### Bronie
W roku 1978: pistolet S&W Magnum, granatnik M79, Ak-47, Shotgun, Uzi, rewolwer S&W.
W 2006 roku : pistolet 9mm, F-70, Blaine, RPG, Desert-eagle, SF10, AUST PUP, Shotgun 06,

## Ścieżka dźwiękowa
Gra zawiera licencjonowaną ścieżkę dźwiękową składającą się z ponad 70 utworów, od funku i rocka z lat 70., po współczesny rock alternatywny i rap. Podczas przemierzania ulic Nowego Jorku gracz ma możliwość usłyszenia takich wykonawców jak Funkadelic, Can, Suicide, War, Iggy Pop, Blondie, David Bowie, Public Enemy, The Roots, TV on the Radio, Kaiser Chiefs, Yeah Yeah Yeahs.
| 1978 | 2006 |
| - Average White Band – "Pick Up The Pieces" - Billy Garner – "I Got Some" - Billy Preston – "Outta-Space" - Black Heat – "Love The Life You Live" - Blondie – "One Way or Another" - Can – "Dizzy Dizzy" - Charles Wright – "Express Yourself" - Chuck Brown & The Soul Searchers – "Bustin' Loose" - Dave Hamilton – "Cracklin' Bread" - David Bowie – "Suffragette City" - Donald Byrd – "Street Lady" - Funkadelic – "I'll Bet You" - Iggy Pop – "Neighborhood Threat" - Joe Bataan – "Subway Joe" - Johnny "Hammond" Smith – "Shifting Gears" - King G And The Reflections – "Plastic Boys" - King Errisson – "Sleep Talk" - Labi Siffre – "The Vulture" - Lonnie Liston Smith – "Expansions" - Maceo And The Macks – "Cross The Track (We Better Go Back)" - Marvin Gaye – "Trouble Man (Main Theme)" - Monthieu Star – "New York Pity" - Oscar Brown Jr – "Gang Bang" - Parliament – "Red Hot Mama" - Prince Of Brooklyn – "Come And Get It" - Roy Ayers – "Running Away" - Savoy Brown – "I'm Tired" - Sir Mack Rice – "Bump Meat" - Suicide – "Ghost Rider" - The Damned – "Smash It Up Parts (Part 2)" - The Fabulous Bongo Brothers – "Mango Man" - The Meters – "People Say" - The Nimrod Express – "Smack The Bird" - The Pazant Brothers & The Beaufort Express – "Loose And Juicy" - The Politicians – "Free Your Mind" (feat. McKinley Jackson) - The Stranglers – "Peaches" - The Sliders – "Want What I Got" - The Temptations – "Papa Was a Rolling Stone" - The Wrecking Crew – "Bump And Boogie" - Tribal Funk Stars – "Monkey Nuts" - United 8 – "Gettin' Uptown" (To Get Down) - War – "Low Rider" | - Arthur Baker – "Everybody Reverberate (The Return To New York Mix)" - Audio Bullys – "Rock Till I'm Rolling" - Automato – "Cool Boots" - Cagedbaby – "Against The Wall" - Chuck D & Professor Griff Ft. Public Enemy – "How What You Gon Due" - Dangerdoom – "The Mask" (feat. Ghostface) - Dr. Rubberfunk Ft.Mr. Güder & The Quincy Sparks – "The Cookie" - Grandmaster Flash – "Get Out My Way" - Grandmaster Flash – "You Will Pay" - Home Video – "That You Might" - ILS – "Intro (Reprise)" - Kaiser Chiefs – "Oh My God" - LCD Soundsystem – "Tribulations" - Libretto Ft. Lifesavas – "Volume" - London Funk Allstars – "Way Out" - Louis XIV – "Louis XIV" - Lyrics Born – "I Changed My Mind (Stereo MCs Rattle Snake Remix)" - Mylo – "Muscle Car (Sander Kleinenberg Remix)" - Narco – "Worth It" - Narco – "You Don't Look Like A Cop" - Narco – "My DJ Is A Driver" - Narco Feat. Chopper & VOX – "I Cant See You" - Narco Feat. Chopper & VOX – "Songs of Innocence" - Paul Oakenfold – "Addicted To Speed" - Professor Griff Ft. Public Enemy – Narcistic Fix - Queen Adreena – "Racing Towards The Sun" - Roots Manuva – "Chin High" - Suicide – "Pop The Blue" - Suicide – "Adjusting Ourselves" - The Coup, Black Thought, Talib Kweli – "My Favourite Mutiny" - The Cribs – "Hey Scenesters" - The Dead 60s – "A Different Age" - The Departure – "All Mapped Out" - The Infadels – "Can't Get Enough" - The Juan Maclean Ft. Nacy Whang – "Tito's Way" - The Roots – "Boom!" - The Secret Machines – "Nowhere Again" - The Vacation – "White Noise" - The VOX – "Big City Streets" - The VOX – "Vertical Flip" - TV On The Radio – "New Health Rock" - Vernon Reid Ft. Lifesavas – "Driver" - Yeah Yeah Yeahs – "Sealings" - zZz – "O.F.G" |